# Bokang Mothoana
Bokang Left Mothoana (Maseru, 9 dicembre 1987) è un calciatore lesothiano, centrocampista del Kick4Life.

## Carriera

### Club
Dopo aver giocato con il Likhopo Maseru, nel 2007 si trasferisce al Monastir. Nel 2013 torna al Likhopo Maseru.

### Nazionale
Ha debuttato con la nazionale lesothiana nel 2005.